# جاكي كوبر
كان جون كوبر الابن (بالإنجليزية: Jr. John Cooper)‏ (ولد في يوم 15 سبتمبر عام 1922 – توفي في 3 مايو عام 2011) ممثلًا أمريكيًا، ومخرجًا تلفزيونيًا، ومنتجًا، ومديرًا تنفيذيًا. كان ممثلًا في طفولته وتمكن من الحفاظ على مهنته بعد بلوغه. كان كوبر أول ممثل طفل يتلقى ترشيحًا لجائزة أوسكار. في عمر التاسعة، كان أصغر مؤدٍ ترشح لجائزة أوسكار لأفضل ممثل في دور رئيسي، لقي هذا التكريم لدوره في فيلم سكيبي (1931). بقي كوبر قرابة 50 عامًا أصغر مرشح للأوسكار في كل التصنيفات.

## نشأته
وُلد جون كوبر الابن في لوس أنجلوس، كاليفورنيا. هجر والده، جون كوبر الأب، العائلة عندما كان جاكي بعمر السنتين ولم يجتمع شملهما أبدًا. كانت والدته، ميبل ليونارد بيغيلو (بوليتو قبل الزواج)، عازفة بيانو محترفة. كان خال كوبر، جاك ليونارد، كاتب سيناريو، وخالته، جولي ليونارد، ممثلة متزوجة من المخرج نورمان تاورج. كان زوج والدته سي جيه بيغيلو، مدير إنتاج في استوديو. كانت والدته إيطالية أميركية غيرت اسم عائلتها من «بوليتو» إلى «ليونارد». وأخبرته عائلته أن والده كان يهوديًا.

## بداية حياته المهنية
أول ظهور لكوبر كان بصفة كومبارس مع جدته، التي أخذته معها إلى تجربة الأداء آملةً أنه سيساعدها على تحصيل دور كومبارس. في عمر الثالثة، ظهر جاكي في أعمال لويد هاملتون الكوميدية باسم «ليونارد».
تدرج كوبر لينال بعض الأدوار في أفلام روائية مثل حماقات سينما فوكس الناطقة لعام 1929 ومقليّ من جانب واحد فقط. اقترحه مخرج هذين الفيلمين، ديفيد بتلر، على المخرج ليو مكاري، الذي رتب له تجربة أداء لسلسلة عصابتنا الكوميدية من إنتاج هال روتش. في عام 1929، وقع كوبر عقدًا لثلاثة سنوات بعد انضمامه للسلسلة في فيلم قفازات ملاكمة القصير. كان مقدرًا له في البداية أن يكون شخصية مساعدة في السلسلة، لكن بحلول العام 1930 مكنه نجاحه في الانتقال إلى السينما الناطقة من أن يصبح شخصية أساسية من شخصيات عصابتنا. كان الشخصية الرئيسية في حلقات السبع سنوات الأولى وعندما تهب الرياح. تعالج أشهر أفلام السلسلة التي شارك فيها إعجابه بالآنسة كرابتري، المدرّسة التي لعبت دورها جون مارلو. تضمنت أفلامه في سلسلة عصابتنا كلًا من حيوان الأستاذ الأليف، خارج المدرسة، وتجارات حب.
أُعير كوبر، في ظل عقده مع استديوهات هال روتش، في ربيع عام 1931 إلى باراماونت بيكتشرز ليلعب دور البطولة في فيلم سكيبي، من إخراج خاله، نورمان تاورج. رُشح كوبر لجائزة أوسكار عن أفضل ممثل لأدائه في الفيلم، وكان بذلك أصغر ممثل، في عمر التاسعة، يتلقى ترشيحًا لجائزة أوسكار عن أفضل ممثل. رغم أن باراماونت دفعت لروتش 25.000 دولار أمريكي لقاء خدمات كوبر، روتش دفعت لكوبر مرتبه الاعتيادي البالغ 50 دولارًا أمريكيًا فقط لا غير.
حلق الفيلم بكوبر الشاب إلى النجومية. باع مخرج عصابتنا هال روتش عقد جاكي لمترو غولدوين ماير في عام 1931. بدأ كوبر علاقة طويلة على الشاشة مع الممثل والاس بيري في أفلام مثل البطل (1931)، والمزرعة (1933)، وخيارات آندي بورسيل (1933)، وجزيرة الكنز (1934)، وابن أوشوغنيسي (1935). مدحت رابطة من النقاد والمعجبين العلاقة بين الاثنين باعتبارها مثالًا عن سحر الأفلام الكلاسيكية. مع ذلك، في سيرته الذاتية، كتب كوبر أن بيري كان «خيبة أمل كبيرة» واتهم بيري بالتكبر عليه ومحاولة التقليل من قيمة أدائه بسبب الغيرة وفق افتراضه.
لعب كوبر الدور الرئيسي في أول فيلمين لهنري ألرديتش، يا لها من حياة (1939) و الحياة مع هنري (1941).

## الأعمال
- سكيبي (1931) (بدور: سكيبي)
- البطل (1931)
- جزيرة الكنز (1934) (بدور: جيم هوكينز)
- فتاة زيغفيلد (1941) (بدور: جيري ريغان)
- سوبرمان (1978) (بدور: بيري وايت)
- سوبرمان 2 (1980) (بدور: بيري وايت)
- سوبرمان 3 (1983) (بدور: بيري وايت)

## روابط خارجية
- جاكي كوبر على موقع IMDb (الإنجليزية)
- جاكي كوبر على موقع ألو سيني (الفرنسية)
- جاكي كوبر على موقع ميوزك برينز (الإنجليزية)
- جاكي كوبر على موقع تيرنر كلاسيك موفيز (الإنجليزية)
- جاكي كوبر على موقع أول موفي (الإنجليزية)
- جاكي كوبر على موقع قاعدة بيانات برودواي على الإنترنت (الإنجليزية)
- جاكي كوبر على موقع قاعدة بيانات برودواي على الإنترنت (الإنجليزية)
- جاكي كوبر على موقع قاعدة بيانات الأفلام السويدية (السويدية)
- جاكي كوبر على موقع إن إن دي بي (الإنجليزية)
- جاكي كوبر على موقع ديسكوغز (الإنجليزية)